# Palazzo Giusti (Verona)
Palazzo Giusti è un edificio civile posto all'angolo tra via Mazzini e via Scala a Verona. Fu realizzato nella seconda metà del Quattrocento su commissione della famiglia Giusti ed è caratterizzato da una commistione di stili tardogotico e rinascimentale. Una porzione consistente è tuttavia divenuta parte di palazzo Sambonifacio (essendo stata ereditata all'omonima famiglia) ed è stata completamente ristrutturata nel Settecento su progetto di Adriano Cristofali.

## Storia
L'isolato della contrada di San Quirico su cui sorge il palazzo era, all'inizio del Quattrocento, di proprietà della famiglia Montagna e comprendeva cinque case in muratura. Nel 1446 Zilia Campagna, vedova di Bonsignorio Montagna, portò in dote al secondo marito Lelio Giusti le case di San Quirico.
Lelio Giusti, il 19 luglio 1457, chiese al Consiglio cittadino il permesso di ristrutturare il complesso, che gli fu concesso. Nel successivo maggio del 1458 egli poté quindi commissionare i lavori di riordino, miglioramento e abbellimento ai fratelli Tomeo e Simone Schiavi, scalpellini di Marano: dal contratto emerge la realizzazione di una vera da pozzo ottagonale e di due grandi vasche per olio in pietra bianca, ma verosimilmente agli stessi fu commissionato anche il portale ogivale d'ingresso su via Mazzini, le finestre trilobate e una grande esafora che dava sul cortile, risalenti a quegli anni.
Alcuni anni dopo la morte di Lelio, avvenuta nel 1482, i suoi figli Giusto e Zenovello si divisero il patrimonio paterno. La divisione fu complessa e sancita da una sentenza arbitrale nel 1490. In base alla sentenza, l'immobile di San Quirico fu diviso in due proprietà distinte, con ingressi e scale separati.
Uno dei due fratelli, a seguito della separazione della proprietà, intervenne sulla facciata prospiciente via Scala. Il prospetto fu in parte rimodernato nel Settecento su progetto di Adriano Cristofali, ma conserva ancora una porzione caratterizzata dalla suddivisione in tre piani mediante cornici marcapiano, oltre a nove finestre sui tre livelli e un balcone angolare con parapetto in pietra.
La linea del primogenito Giusto si estinse con la discendente Isabella, nata intorno al 1581. Tuttavia Isabella sposò Ludovico Sambonifacio e i suoi beni passarono all'omonima famiglia. I discendenti dei Sambonifacio risultano risiedere ancora in San Quirico nelle anagrafi del 1625 e del 1633, mentre nelle anagrafi dal 1652 al 1692 non appare più alcun membro della famiglia, ma solo loro inquilini. Inoltre, tra il 1618 e il 1717 una parte della loro proprietà fu affittata all'Accademia dei Filotimi.
Ugoccione, figlio del secondogenito Zenovello, lasciò invece quattro figli: Giulio, Ascanio, Francesco e Cesare. Il 6 marzo 1604, in base a una sentenza arbitrale, vi fu la divisione dei beni tra Cesare, Claudio (figlio di Francesco) e le tre sorelle Cassandra, Laura e Fulvia (nipoti di Giulio). Nella loro porzione di palazzo, nelle anagrafi del 1614, risultano abitare degli inquilini, mentre nel 1652 risiedono i tre distinti nuclei Giusti. Infine le anagrafi del 1692, le ultime consultabili per San Quirico, non riportano più nessun Giusti.

## Descrizione

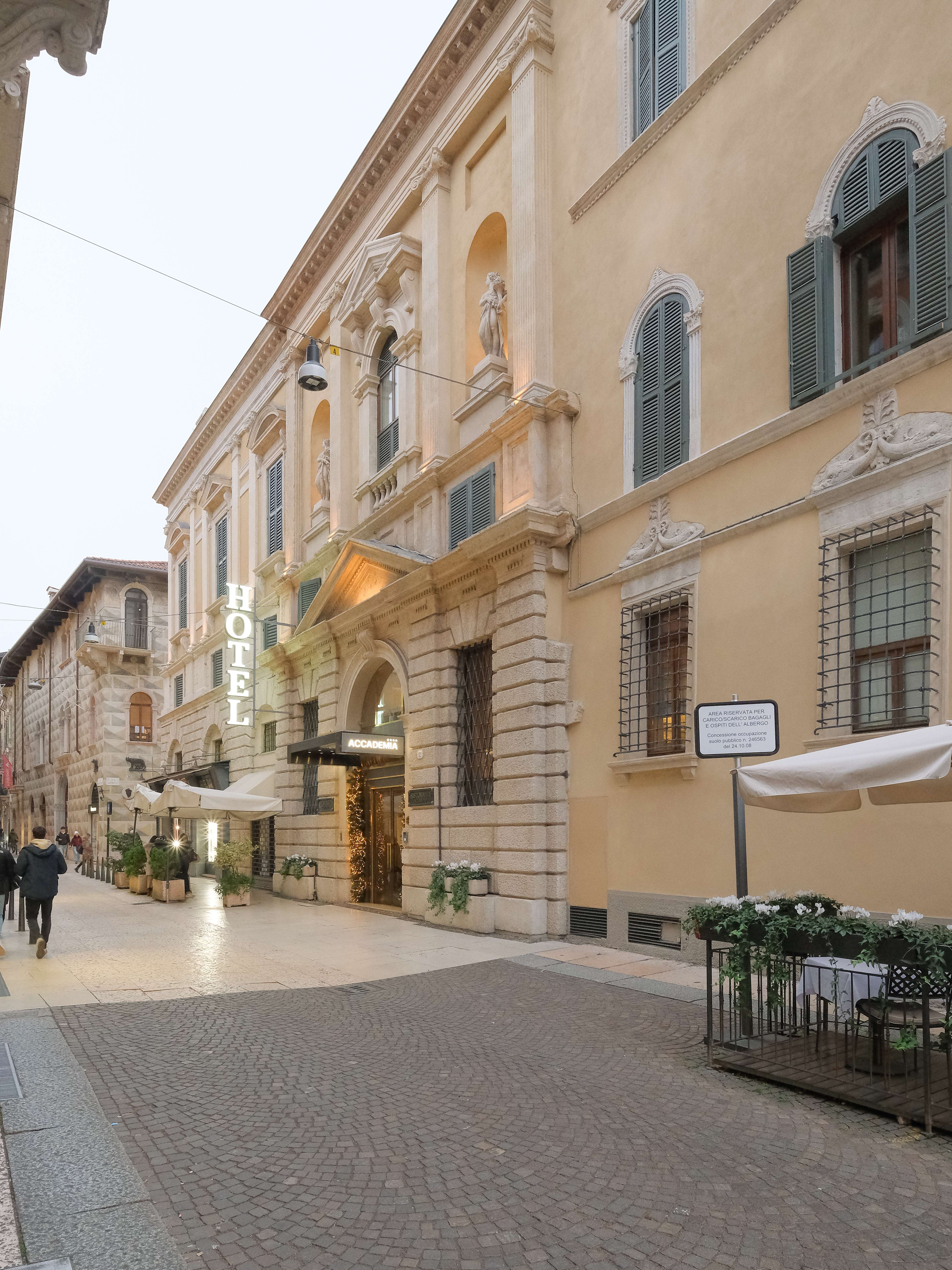
Sul lato destro emerge la parte tardo quattrocentesca di palazzo Giusti, con le peculiari finestre del piano terra con il fastigio avente due delfini che sorreggono una palma. Sul lato sinistro invece la porzione del complesso, ristrutturata nel Settecento, divenuta palazzo Sambonifacio

La facciata originaria prospiciente via Mazzini è caratterizzata da due portali d'accesso ogivali, di cui quello a destra è il più antico. Questo è decorato con motivi scultorei sia tardogotici che rinascimentali e da uno scudo sulla chiave di volta, che presenta lo stemma della famiglia Giusti: una testa di fanciullo, ovvero un "giusto", prima che sia corrotto dal passare degli anni. In corrispondenza dei due portali, al piano superiore, si trovano due finestre trilobate, oggi murate, con cornici scolpite e, al centro della facciata, una nicchia architravata in cui è affrescata una scena sacra di metà Cinquecento, forse una resurrezione di Lazzaro attribuibile a Francesco Torbido.
Dalle fotografie di inizio Novecento si può vedere che la facciata su via Mazzini era in realtà una finta facciata dietro la quale si apriva un grande cortile-giardino, sul quale si affacciavano gli edifici abitativi posti su tre lati. All'interno del cortile, tra i due portali d'accesso, si trovava una vera da pozzo in marmo rosso di Verona, realizzata nel 1458 e ora collocata nel complesso della biblioteca civica di Verona. Sul lato opposto a quello d'ingresso vi era una facciata con portale d'accesso ad arco, a sinistra, e due finestre rettangolari, a destra, al primo piano una grande esafora tardo quattrocentesca e al livello superiore una loggia a sei luci ad arco. L'abitazione a destra, con semplici aperture, era decorata a fresco con il motivo del bugnato a punta di diamante, mentre l'edificio a sinistra risultava caratterizzato da un lungo ballatoio che correva lungo il primo piano, sul quale si affacciavano due monofore trilobate cui corrispondevano al piano superiore altrettante aperture analoghe, mentre al terzo piano era presente una loggia a cinque luci ad arco.
I successivi lavori di copertura del cortile hanno portato l'esafora al livello di calpestio della nuova e ampia terrazza, mentre la loggia sovrastante è stata eliminata e l'edificio è stato sopraelevato.
Della facciata originale di palazzo Giusti lato via Scala è rimasta solo una piccola porzione, ad angolo con vicoletto Scala. Al piano terra sono presenti delle originali finestre rettangolari, di cui le due centrali sono concluse dalla prima cornice marcapiano sopra la quale sono scolpiti due delfini con le code che sostengono una palma (delfino che è ripreso da un bassorilievo di epoca romana collocato tra le pietre angolari dello stesso edificio). Al primo piano vi sono finestre ad arco con stipiti scanalati terminanti in capitelli, ghiere con perline e una palma sopra la chiave di volta. Infine, le finestre del secondo piano sono semplicemente rettangolari e concluse da timpani triangolari.
La restante parte della facciata prospiciente via Scala, dalle forme differenti a causa della ristrutturazione settecentesca operata su progetto di Adriano Cristofali, è invece divenuta parte di palazzo Sambonifacio, una porzione di palazzo Giusti passata di proprietà all'omonima famiglia alla morte di Isabella Giusti.